# Power of the Dollar
Power of the Dollar je neobjavljeni studijski album repera 50 Centa. Trebao je bit pušten u prodaju 1999. pod okriljem Columbia Recordsa.
Poznat je po singlu "How to Rob" u kojoj repa kako bi on opljačkao repere kao Jay Z, Big Pun i DMX. Poznat je i po singlu "Ghetto Qu'ran", zbog koje je i nastrijeljen. Jedini objavljeni singl je trebao bit "Thug Love" s Destiny's Child, ali je dva dana prije snimanja video spota 50 Cent nastrijeljen, pa je pjesma uklonjena s albuma.

## Singlovi
| #  | Naziv                                 | Trajanje | Producent(i)                                                 | Izvođač             |
| -- | ------------------------------------- | -------- | ------------------------------------------------------------ | ------------------- |
| 1  | "Intro"                               | 1:32     | 50 Cent                                                      | 50 Cent             |
| 2  | "The Hit"                             | 3:41     | 50 Cent                                                      | 50 Cent             |
| 3  | "Good Die Young"                      | 4:02     | 50 Cent                                                      | 50 Cent             |
| 4  | "Corner Bodega (Coke Spot) Interlude" | 1:36     | 50 Cent                                                      | 50 Cent             |
| 5  | "Your Life's On The Line"             | 3:41     | Dudley/Jackson/Terrence Dudley                               | 50 Cent,Hook        |
| 6  | "That Ain't Gangsta"                  | 3:25     | 50 Cent                                                      | 50 Cent             |
| 7  | "As the World Turns"                  | 4:19     | 50 Cent                                                      | 50 Cent,Bun B       |
| 8  | "Ghetto Qu'ran (Forgive Me)"          | 4:34     | 50 Cent                                                      | 50 Cent             |
| 9  | "Da Repercussions"                    | 3:28     | 50 Cent                                                      | 50 Cent             |
| 10 | "Money by Any Means"                  | 4:03     | 50 Cent                                                      | 50 Cent,Norega      |
| 11 | "Thug Love"                           | 3:16     | Jackson/Koerulf/Schwartz/Smith                               | 50 Cent,Beyonce     |
| 12 | "Slow Doe"                            | 3:54     | 50 Cent                                                      | 50 Cent             |
| 13 | "Gun Runner Skit"                     | 2:10     | 50 Cent                                                      | 50 Cent             |
| 14 | "You Ain't No Gangsta"                | 3:37     | Clervoix/Jackson/ Sha Self                                   | 50 Cent             |
| 15 | "Power of the Dollar"                 | 3:26     | 50 Cent                                                      | 50 Cent             |
| 16 | ""I'm a Hustler"                      | 3:55     | Elliot/Jackson/Jacobs/Moore/Philips/Spivey/Styles/DJ Scratch | 50 Cent             |
| 17 | "How to Rob"                          | 4:25     | Angelettie/Barnes/Casey/Jackson/Olivier/Poke/Tone            | 50 Cent,Madd Rapper |